# Eleccions municipals de 2023 a Reus
Les eleccions municipals de 2023 a Reus van ser unes eleccions locals que es van celebrar el diumenge 28 de maig de 2023 a la ciutat de Reus, com a part de les eleccions municipals espanyoles, per a elegir els 27 regidors de l'Ajuntament de Reus. El sistema electoral fa servir la regla D'Hondt amb representació proporcional, llistes tancades i una barrera electoral del 5% dels vots.

## Sistema electoral
Les eleccions als ajuntaments a l'Estat espanyol estan fixades per celebrar-se el quart diumenge de maig cada quatre anys.
La votació per a l'assemblea local es basa en el sufragi universal, que comprèn tots els nacionals més grans de divuit anys, empadronats i residents al municipi de Reus i en ple ús dels seus drets polítics, així com els ciutadans europeus residents no nacionals i a aquells el país d'origen dels quals permeti als ciutadans espanyols votar a les seves pròpies eleccions en virtut d'un tractat. Els 27 regidors es trien mitjançant el mètode D'Hondt i una llista tancada de representació proporcional, i s'aplica a cada ajuntament una barrera electoral del cinc per cent dels vots vàlids, que inclou els vots en blanc.

## Candidatures
El 26 d'abril del 2023, la Junta Electoral de Zona de Reus va publicar les onze candidatures oficials per Reus en el Butlletí Oficial de la Província de Tarragona (BOPT):
1. Esquerra Republicana de Catalunya - Acord Municipal (ERC - AM)
2. Reus en Moviment - Som Moviment d'Esquerres de Catalunya (ReM-somMEScat)
3. Entre Veïns Reus (EVR)
4. Vox (Vox)
5. Valents (Valents)
6. Ciudadanos - Partido de la Ciudadania (Cs)
7. Partido Popular (PP)
8. Ara Reus - Ara Pacte Local (ARA PL)
9. Junts per Reus - Compromís Municipal (CM)
10. Reus en Comú Podem - Confluència (RECP - C)
11. Partit dels Socialistes de Catalunya - Candidatura de Progrés (PSC-CP)
12. Candidatura d'Unitat Popular - Alternativa Municipalista (CUP- AMUNT)